# ابن مبارك شاه
ابن مبارك شاه (٨٠٦ - ٨٦٢ ه‍ / ١٤٠٣ - ١٤٥٨ م) هو أديب وشاعر من أهل القاهرة.
هو شهاب الدين أحمد بن محمد بن حسين بن إبراهيم ابن سليمان، المعروف بابن مبارك شاه. له مصنّفات خدمت مؤلفات سابقة لشيوخه، منها تعليقات وشروح في الحديث والقراءات وأسباب النزول، ومنها مجموعات متفرقة في الأدب والأخبار أشهرها مجموعته «السفينة» التي جاءت في أربعة عشر مجلداً. وله أيضا كتاب في الطهي اسمه: «زهر الحديقة في الأطعمة الأنيقة».